# Крушини (річка)
Крушини — річка  в Україні, у Володимирецькому  районі Рівненської області, ліва притока Морочної (басейн Дніпра).

## Опис
Довжина річки приблизно 5 км. Висота витоку річки над рівнем моря — 153 м, висота гирла — 150 м, падіння річки — 3 м, похил річки — 0,6 м/км.

## Розташування
Бере початок у лісовій заболоченій місцевості на північно-західній стороні від села Трипутня. Тече на північний захід  і на сході від Степангорода впадає у річку Морочну, притоку Стубли.